# 雪萊·摩爾·卡皮托
雪萊·韋倫斯·摩爾·卡皮托（英語：Shelley Wellons Moore Capito；1953年11月26日—），是一位美國共和黨政治人物，自2015年成為西弗吉尼亚州聯邦參議院議員。此前她曾在2001年至2015年期間出任美國眾議院西弗吉尼亞州第二國會選區的代表議員。
卡皮托是前州長小阿奇·A·摩爾·卡皮托的女兒。她是共和黨在西弗吉尼亞州第一名當選為國會議員的女性，在2014年州聯邦參議院議員選舉中，她擊敗民主黨籍的娜塔莉·坦南特成為西弗吉尼亞州史上第一名女性聯邦參議員及自1942年後首位贏得完整任期的共和黨西弗吉尼亞州聯邦參議員。

## 荣誉

### 外国勋章奖章
- 旭日重光章（日本，2021年11月3日公布[2]）

## 延伸閱讀
- Background and collected news at The Washington Post
- 美國國會國家人物傳記大辭典中的傳記
- 由華盛頓郵報維護的投票記錄
- 智慧投票计划中的傳記、投票紀錄及利益集團評級
- Congressional profile at GovTrack
- Congressional profile at OpenCongress
- Issue positions and quotes at On the Issues
- Financial information at OpenSecrets.org
- Staff salaries, trips and personal finance at LegiStorm.com
- 聯邦選舉委員會中的競選財務報告和數據
- Campaign contributions at the National Institute for Money in State Politics
- Appearances on C-SPAN programs
- 網路電影資料庫上的亮相頁面
- Profile at Ballotpedia

## 外部連結
- 雪萊·摩爾·卡皮托 （页面存档备份，存于）參議院官方網站
- 雪萊·摩爾·卡皮托參議員競選網站 （页面存档备份，存于）
- 中的“雪萊·摩爾·卡皮托”
- C-SPAN內的頁面（英文）

| 美国众议院             | 美国众议院                                                        | 美国众议院             |
| ---------------------- | ----------------------------------------------------------------- | ---------------------- |
| 前任者： 鮑勃·懷斯     | 西弗吉尼亞州第二國會選區 眾議院議員 2001年－2015年                | 繼任者： 亞歷克斯·穆尼 |
| 政党职务               |                                                                   |                        |
| 前任者： 傑伊·沃爾夫   | 美國參議員西弗吉尼亚州共和黨被提名人 （第2類） 2014年、2020年     | 最新的                 |
| 美国参议院             |                                                                   |                        |
| 前任者： 傑伊·洛克斐勒 | 西弗吉尼亚州第2類參議員 2015年－ 與喬·曼欽、吉姆·贾斯蒂斯同時在任 | 現任                   |
| 美國排位名單           |                                                                   |                        |
| 前任者： 柯瑞·布克     | 美國參議員資歷 第56位                                             | 繼任者： 加里·彼得斯   |